# 延斯·皮特·海于格
延斯·皮特·海于格（挪威語：Jens Petter Hauge，1999年10月12日—）是一名挪威职业足球运动员，场上司职边锋，现時效力挪威足球超级联赛球隊波杜基林特，挪威國家足球隊成員。

## 俱乐部生涯

### 波杜基林特
海于格出生于挪威诺尔兰郡的博德，最开始在波杜基林特的青年队中不断发展，并于2016年4月12日与俱乐部签署了他的第一份职业合同。第二天，他在挪威杯6-0赢得IF弗洛亚的比赛中第64分钟替补出场，为一线队首次亮相。他立即打进了三个球，上演了帽子戏法。海于格在4月23日2-0输给斯托姆加斯特的比赛中替补出场，在联赛中首次亮相。在接下来的联赛中，他经常参加比赛，7月8日，他在4-1击败斯达体育的比赛中打进了自己的第一个顶级进球，成为波杜基林特有史以来最年轻的进球球员。在2016赛季，他参加了20场联赛比赛，打进一球 ，但是波杜基林特不幸降级到了挪威甲级联赛。
在接下来的赛季中，波杜基林特赢得了挪威足球甲级联赛冠军，并回到了顶级联赛，海于格成为了没有争议的首发球员。他在那个赛季做出了巨大的贡献，打进了2个进球，并贡献了13次助攻。在2018赛季开始时，海于格再次失去了首发位置，因为在赛季中途经过11场联赛出场没有进球之后，他于2018年8月15日借给了次级联赛球队奥勒松。到了赛季末，他在奥勒松仅出场六次。
在接下来的一个赛季中，海于格又回到了波杜基林特的首发阵容。2019年11月10日，他在以2-3输给罗森博格BK的比赛中为球队攻入两个进球。那个赛季，他参加了28场联赛比赛，打进7球，并送出了2次助攻。
在2020赛季，由于COVID-19大流行，足球比赛被推迟到2020年6月开始，海于格和波杜基林特在那个赛季拥有一个出色的开端。十个比赛日结束后，俱乐部出人意料地在联赛榜上遥遥领先。到那时，海于格已经打进6球，并送出6个助攻。他在欧联杯预选赛上的表现也成功打动了球迷。在以2：3输给AC米兰的情况下，海于格直接参与了球队的2个进球。赛后，媒体报道了罗森内里有兴趣签下他。

### AC米兰
2020年10月1日，海于格与意甲球队AC米兰签订了一份为期五年的合約。
2020年10月4日，他在3–0战胜斯佩齐亚的比赛中为米兰首次登场。2020年10月22日，他在欧联杯小组赛中AC米兰3比1击败凯尔特人的比赛中打进了他在AC米兰的第一个进球。2020年11月22日，他在AC米兰3比1击败那不勒斯的比赛中打进了自己的第一个意甲进球。

### 法蘭克福
2021年8月10日，德甲球隊法蘭克福宣布海于格將租借加盟一個賽季，並可選擇將交易永久化。
2022年5月18日，法兰克福於2021–22年歐洲聯賽決賽對上格拉斯哥流浪者以十二碼大戰獲勝，海于格隨隊贏得歐霸盃冠軍。

## 国家队生涯
海于格于2020年10月11日在一场对阵罗马尼亚的欧国联比赛中首次为国家队亮相。

## 荣誉

### 俱乐部
博德閃耀
- 挪威足球超级联赛冠军（2020）

 法蘭克福
- 歐霸盃冠軍：2021-22賽季[3]

### 个人
- 挪威足球超级联赛年度最佳年轻球员（2020年）

## 外部連結
- 足球数据库：延斯·皮特·海于格的球员统计数据
- Soccerway資料庫：延斯·皮特·海于格